# La Forêt-Fouesnant

La Forêt-Fouesnant este o comună în departamentul Finistère, Franța. În 1 ianuarie 2022 avea o populație de 3.485 de locuitori.